# Garreta ruficornis
Garreta ruficornis är en skalbaggsart som beskrevs av Victor Ivanovitsch Motschulsky 1854. Garreta ruficornis ingår i släktet Garreta och familjen bladhorningar. Inga underarter finns listade i Catalogue of Life.